# Kim Cameron
Kim Cameron   ( - 30 de novembre de 2021) va ser un científic informàtic canadenc que va ser el principal arquitecte de l'accés de Microsoft i va treballar des del sorgiment d'Internet per a crear un sistema humanístic d'identitat digital. Va ser l'originador de les 7 lleis de la Identitat, i va desenvolupar l'arquitectura d'InfoCard.
Cameron es va unir a Microsoft el 1999 com a part de l'adquisició d'una companyia de programari (Zoomlt) dedicada a la identitat digital que va cofundar el 1980. D'acord amb la seva biografia de Microsoft, "com VP de Tecnologia a ZoomIt, (Cameron) va inventar la tecnologia metadirectora i va construir el primer producte d'enviament". El producte ZoomIt es va convertir en Microsoft Identity Integration Server.
El 2000 es va convertir en l'Arquitecte de l'Active Directory, que es va convertir en la tecnologia d'identitat més difosa utilitzada en les empreses a escala mundial. A mesura que el creixement d'Internet va fer cada vegada més evident la importància de la identitat, el seu paper es va ampliar per a convertir-se en el principal arquitecte de la identitat de Microsoft. El 2004 va escriure les lleis de la Identitat, un document que durant molt de temps ha influït tant en tecnòlegs com en reguladors, i que Microsoft va adoptar per a guiar la seva innovació. Al mateix temps va començar a defensar innovacions que posarien als usuaris en control de la seva pròpia identitat com una manera de resoldre els problemes de privacitat i seguretat d'individus i organitzacions – treballo que continua avançant avui.
Cameron es va retirar de Microsoft El 2019 i es va convertir en l'Oficial Cap d'Identitat a Convergence., una empresa canadenca de transformació digital. Operant globalment, Convergència. La tecnologia proporciona solucions d'identitat i acreditació a governs, agències humanitàries, en tot el sector educatiu, i en suport d'associacions professionals.
Cameron va morir el 30 de novembre de 2021 després d'una batalla contra el càncer.